# 朝長駿
朝長 駿（ともなが しゅん、1997年2月14日 - ）は、ジャパンラグビーリーグワン日野レッドドルフィンズに所属するラグビー選手。

## プロフィール
- 長崎県長崎市出身。
- ポジションはフランカー(FL)。
- 身長 181 cm、体重 98 kg
- 7人制ユース日本代表に選ばれたことがある[1]。
- 7人制日本代表に選ばれたことがある[2]。

## 略歴
2015年、長崎北陽台高校卒業後、明治大学に入る。
2019年、明治大学卒業後、日野レッドドルフィンズに加入。
2023年12月9日に行われたJAPAN RUGBY LEAGUE ONE第1節清水建設江東ブルーシャークス戦にて先発出場でリーグワン公式戦初出場を果たした。